# Кирилівка (селище)
Кири́лівка — селище в Україні, адміністративний центр Кирилівської селищної громади Мелітопольського району Запорізької області, на узбережжі Азовського моря. Населення становить 3443 осіб (2018). Під час курортного сезону у літні місяці населення Кирилівки зростає до десятків тисяч.
У 2000-х роках до селища були приєднані значні території сусіднього села Азовське (Горіле) і території між ними.

## Географія
Селище Кирилівка розташоване на півострові, який утворений двома лиманами, Утлюцьким та Молочним. Поруч розташована Федотова коса. Через селище пролягає автошлях територіального значення Т 0820, якою є можливість дістатися до районного центру. Відстань до Мелітополя становить близько 54 км.

## Історія
Кирилівку засновано 1805 року сектантами духоборами, які були примусово переселені сюди з Тамбовської та Воронезької губерній. Назва її походить від імені Кирила Капустіна, який оселився тут першим. Духоборам виділяли по 15 десятин землі на ревізьку душу і давали грошову позичку ро́зміром 100 крб. на родину. У 1838 році в селі налічувалося 130 жителів, з них 72 — чоловіки.
Станом на 1886 рік в селах Охрімівської волості Мелітопольського повіту Таврійської губернії налічувалось:
- Кирилівка — 717 осіб та 93 подвір'їв;
- Горіле — 1561 осіб, 189 подвір'їв, існували православна церква, три крамни́ці.

Починаючи з 1920-х років, розвивається бальнеологічний і грязьовий курорт, останній найінтенсивніше розвивався впродовж 1960—1980-х років. Саме в цей період вся коса Федотова і коса Пересип були забудовані турбазами, пансіонатами та будинками відпочинку.
1968 року — надано статус селища міського типу.
У 2004 році до складу Кирилівки увійшло велике село Азовське. Тоді ж активізувалася забудова.
Впродовж 2008—2010 років побудовали православний храм.
Наразі сформувалася єдина курортна зона завдовжки майже 20 км.
3 липня 2017 року утворена Кирилівська селищна громада шляхом об'єднання Кирилівської селищної ради та Атманайської та Охрімівської сільських рад Якимівського району.
17 липня 2020 року, в результаті адміністративно-територіальної реформи та ліквідації Якимівського району, селище міського типу Кирилівка увійшло до складу Мелітопольського району.
17 квітня 2022 року, під час російської окупації, загарбники викрали селищного голову Івана Малєєва та доправили в Мелітополь у так звану «комендатуру» місцевих колаборантів. Згодом почалися незаконні обшуки і конфіскація у жителів селища риболовних засобів для «запобігання браконьєрства» та відкривали вогонь по рибалкам, що вийшли у море. 22 квітня селищного голову було звільнено з полону.
27 травня окупанти демонстраційно привезли у селище два десятки БТР та у зв'язку з відмовою місцевої влади співпрацювати знову викрали мера та ряд керівників селищної ради. Наступного дня окупаційна влада призначила маріонеткову «новопризначену» голову Кирилівки — гауляйтера Кирилівської громади відому мелітопольську сепаратистку Катерину Уманець. У 2017 році проти неї було порушено кримінальну справу за державну зраду. З 2014 року вона переховувалась у Москві та яка нещодавно повернулася до Мелітополя.
Російські окупанти почали розміщати БТРи на базах відпочинку. Також вони не дозволяють бізнесу працювати, внаслідок чого у селищі піднімається партизанський рух.
Станом на 31 травня Мелітопольський, Бердянський та Василівський райони лишилися без мобільного зв'язку та інтернету від українських операторів. Загарбники намагалися розповсюдити свої мережі, створюючи фіктивні провайдери на зразок аналогічних у зоні ОРДЛО.
30 червня голову Кирилівської селищної громади Івана Малєєва, якого повторно викрадали російські окупанти, відпустили з полону. До того ж, 24 травня окупанти вдруге викрали селищного голову Кирилівки Івана Малєєва. Вперше його викрали 17 квітня, коли колона військової техніки російських окупантів в'їхала на територію Кирилівки, проте тоді, 23 квітня, стало відомо, що посадовця відпустили.
16 липня стало відомо, що заїжджі гауляйтери у курортній Кирилівці ні в чому собі не відмовляють. Поки пересічні мешканці голодують, вони віджимають комерційні об'єкти та бази відпочинку. Листи-скарги на сепаратистку, яка прибула з Москви, Катерину Уманець та її заступника напарника-гастролера Артема Петренка, надходять майже щодня, проте на злочинні дії ніхто не реагує.
9 серпня у селищі пролунали вибухи де орієнтовно могли знаходитися боєприпаси які почали звозити з району місяць тому (після прийнятих на озброєння ЗСУ РСЗВ HIMARS які почали діставати до Мелітополя).
Наприкінці серпня окупаційна адміністрація почала на власний розсуд розподіляти майно, домівки та цілі підприємства, серед яких був захоплений бетонний завод, який працював ще з початку будівництва аквапарку у 2008 році, за допомогою якого для створення «ТБ-картинки» колаборанти пообіцяли відреставрувати дорогу до сусіднього села Атманай. Дома місцевих жителів, більшість яких виїхали на підконтрольну територію, «переоформляють» на лояльних проросійських налаштованих жителів, особливо для тих, хто з початком збройної російської агресії вступив до лав Збройних сил України, захищати територіальну цілістність України від рашистів.
Станом напередодні зими 2022/2023 років спостерігаються масові затримки зарплат за 2-3 місяці у «держслужбах», при тому що у селищі лишилося лише близько чверті місцевого населення, та навіть у лояльних до окупаційного режиму громадян, багатьом людям бракує коштів на їжу. В проросійському телеграм-каналі «Новая Кирилловка» вже починають видавати новини, такі як видача бутильованої води у школу, за надзвичайно добру волю нової влади, цитата :
|  | Глава ВГА Мелитопольского района Андрей Сигута передал школьникам Азовской ОШ № 39 питьевую воду! Забота о подрастающем поколение в приоритете! |

Наприкінці квітня 2023 року у  тимчасово окупованій Кирилівці було призначено з початку тимчасової окупації вже третього нового гауляйтера, «голову військово-цивільної адміністрації» селища «місцевого бізнесмена» Андрія Назаренка, що свідчить про проблеми у окупантів на території захопленої частини Запорізької області активна «текучка кадрів». Він має прізвисько «крєвєтка», яке отримав через підприємницьку діяльність, яку вів під час курортних сезонів: скуповував креветок, а потім наймав реалізаторів, аби ті продавали їх на пляжах. Також володів «готелем», створеного фактично на території його домогосподарства. Назаренко перейшов на бік російських окупантів одразу, як ті тимчасово окупували селище: пустив загарбників жити в свій міні-готель, а згодом отримав місце в «команді» ще першої кирилівської гауляйтерки, Катерини Уманець. На неї, до речі, новопризначений «голова» писав доноси та скарги. Уманець було відсторонено, після неї на посаду прийшов перевертень в погонах з кримінальним минулим за прізвиськом «мєдвєдь», який в кріслі псевдоголови не просидів й одного місяця.
14 січня 2024 року близько 21:10-21:15 поблизу селища було знищено російський літак А-50У.
26 січня 2024 року в Україні набув чинності Закон № 3285-IX, який передбачає дерадянізацію адміністративно-територіального устрою України, то ж селище міського типу Кирилівка набуло статусу селища.

## Населення
За даними перепису населення 2001 року у селищі мешкала 1481 особа.

### Чисельність населення
| 1979 | 1989 | 2001 | 2016 |
| ---- | ---- | ---- | ---- |
| 1416 | 1633 | 1477 | 3486 |

### Розподіл населення за рідною мовою(2001)
Мовний склад населення був таким:
| Мова       | Число осіб | Відсоток |
| ---------- | ---------- | -------- |
| українська | 1280       | 86,43    |
| російська  | 194        | 13,10    |
| білоруська | 2          | 0,14     |
| молдовська | 1          | 0,07     |

## Курорт
Курортна зона селища розташована на північному сході, на Пересипі — косі між Азовським морем й Молочним лиманом; та на Федотовій косі, що на південний захід від селища, між Утлюцьким лиманом та Азовським морем. На продовженні Федотової коси — Бирючому острові — міститься президентська дача.
Кирилівка є морським і кліматичним курортом та найближчим морським узбережжям для мешканців Запоріжжя та Дніпра. Після здобуття Незалежності України саме завдяки близькості селища до цих міст на курорті розквітло підприємництво. Територію на узбережжі моря почали забудовувати, а вже існуючі рекреаційні заклади — оновлювати.
На 20-кілометровій прибережній смузі діють бальнеологічний санаторій, близько трьохсот оздоровчих закладів, 14 дитячих центрів. У місті діє зоопарк, луна-парки. Лимани містять багато корисної лікувальної грязі.
У 2011 році в Кирилівці відкрився найбільший в Україні аквапарк і дельфінарій.
Лікувальні засоби: мул Утлюцького і Молочного лиманів, а також сірководневе хлоридне натрієве джерело, воду якого використовують для ванн. Лікування хворих із захворюваннями опорно-рухового апарату, периферійної нервової системи, гінекологічними захворюваннями.
Літо тепле (середня температура липня 21°С), зима помірно м'яка (середня температура січня — 6°С); опадів близько 380 мм на рік.
Азовське море не глибоке, середня глибина 8 метрів і максимальна 14 метрів, має піщане дно і берег. Температура води в липні досягає 27-28°С. За нинішніми природними і кліматичними умовами на дні Азовського моря дуже добре розвивається морська флора і фауна.
Стабільний сезон відпочинку — від середини червня до середини вересня включно.
Курорт Кирилівка — це:
- селище Кирилівка — центр зони відпочинку і розваг, автостанція, центральний ринок, центральний пляж, бази відпочинку, приватний сектор тощо.
- коса Пересип — це 9 км «цивілізованих» баз відпочинку, з харчуванням, дискотеками, кафе, дитячими таборами, дикими пляжами тощо.
- Федотова коса — 20 км «цивілізованих» баз відпочинку, дискоклубів, кафе, водних гірок, ринків тощо. Коса Федотова плавно переходить до коси Бирючий Острів — заповідника і президентської дачі.

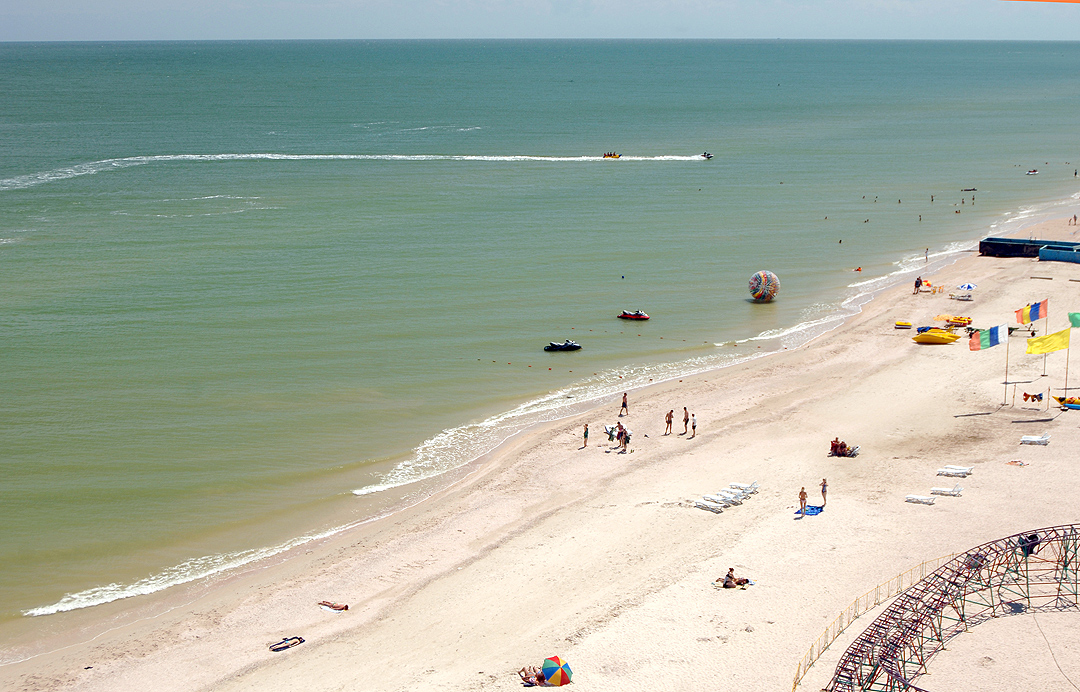
На початку літнього сезону
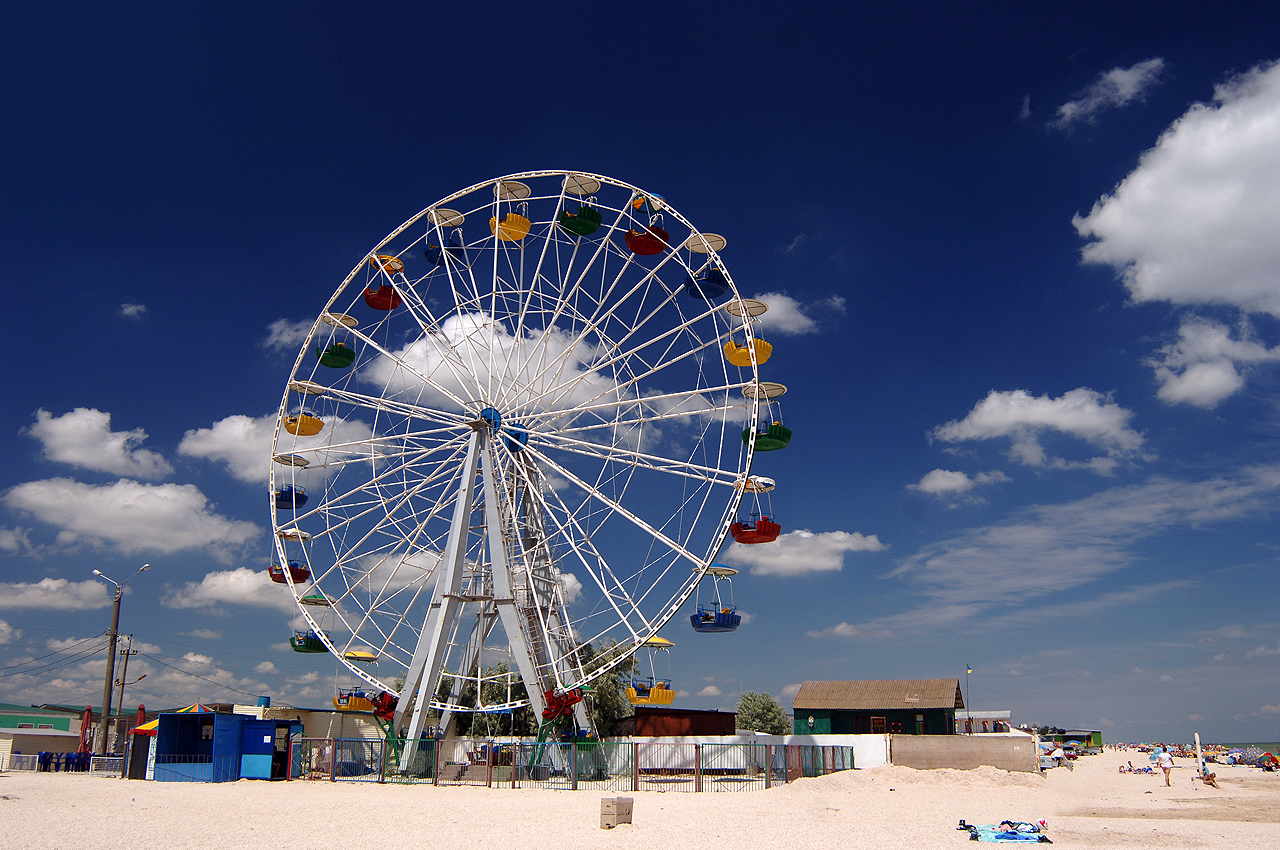
Колесо огляду
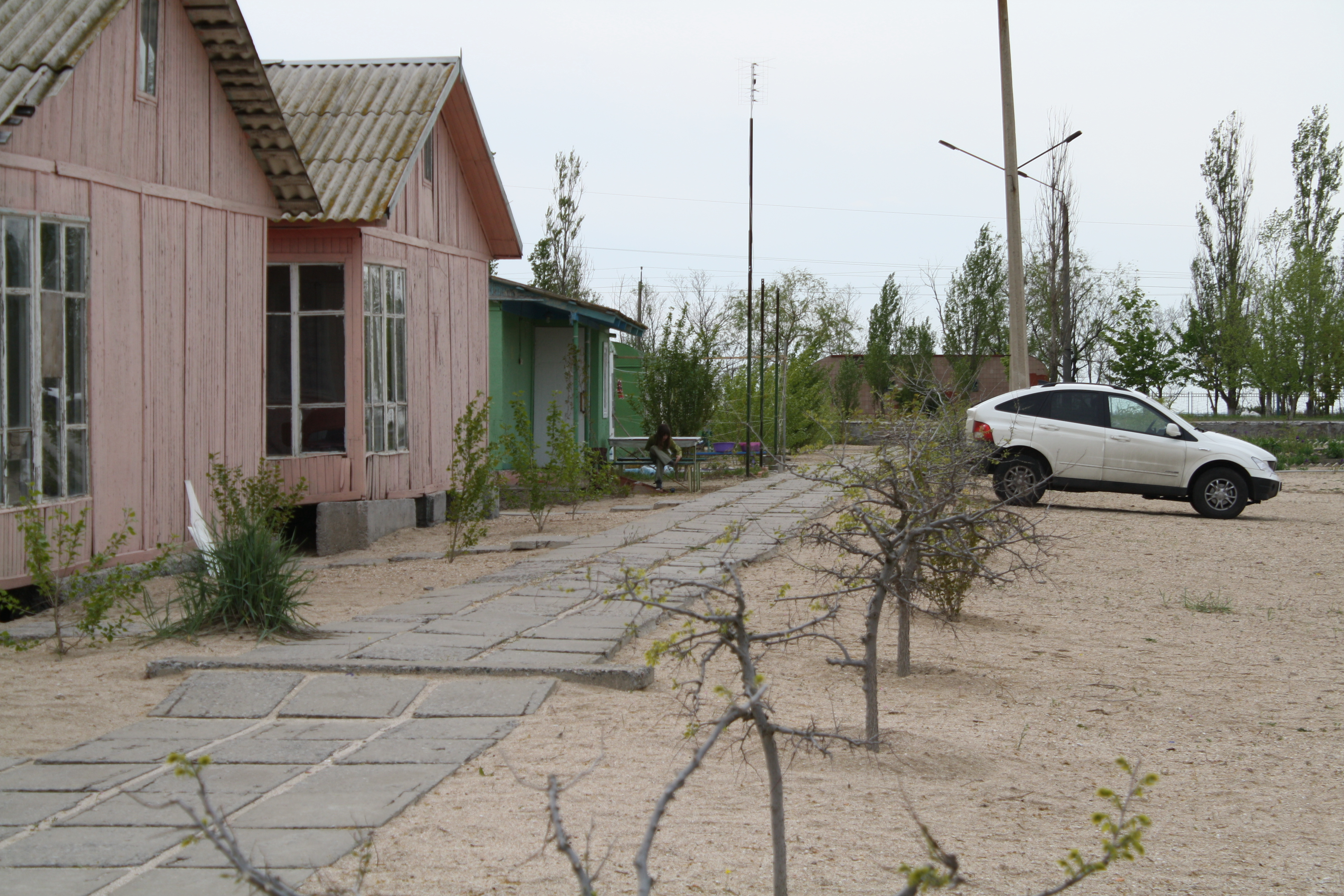
Пляжні будиночки бази відпочинку
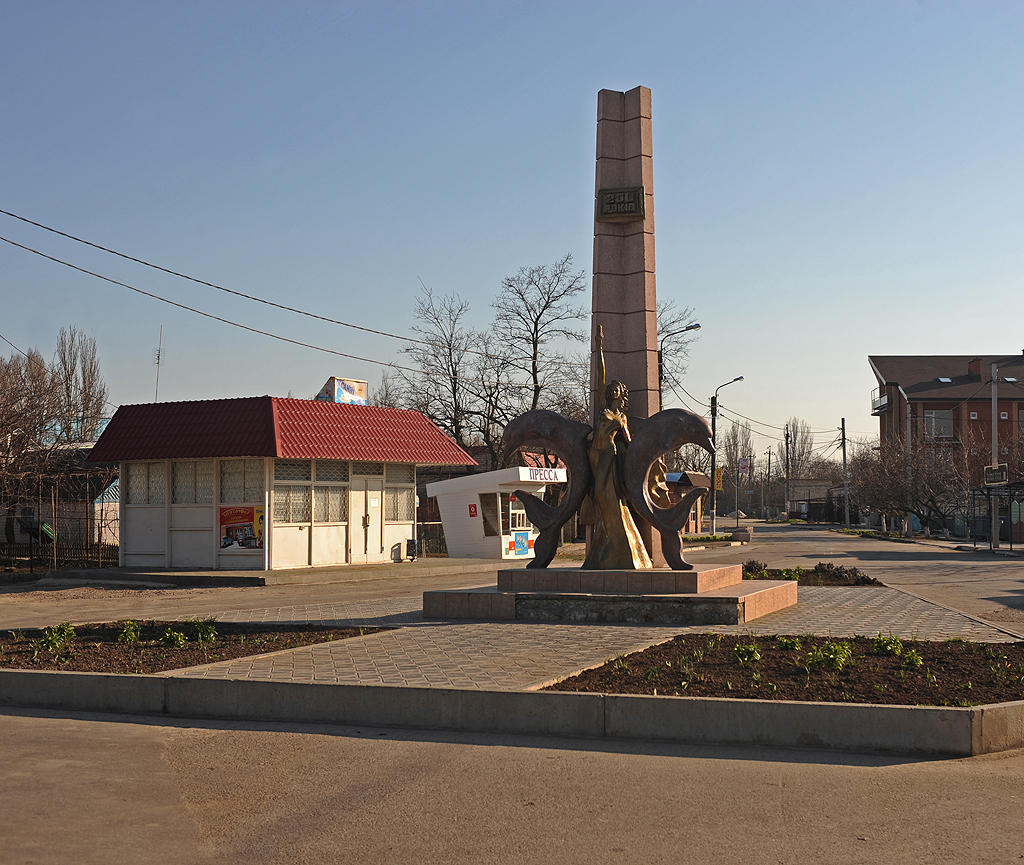
Пам'ятник на честь 200-річчя Кирилівки
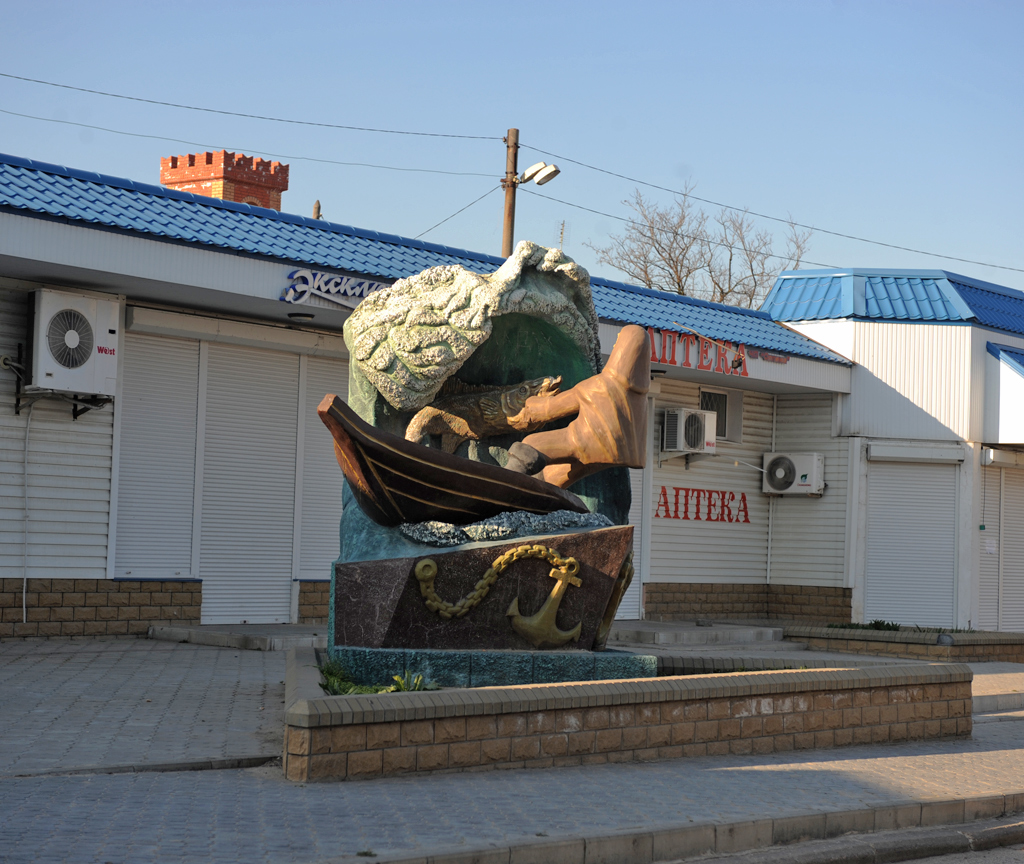
Пам'ятник рибалкам

Усі відпочивальники мали можливість відвідати зоопарк, численні луна-парки, водні гірки, орендувати човни, покататися на скутерах тощо. З великою активністю розвиваються водні види спорту, віндсерфінг та кайтсерфінг.
У 2021 році, через аномальне нашестя медуз та, особливо у 2022 році, внаслідок російського вторгнення в Україну, курортні сезони виявилися економічно фатальними для бюджету селища, основний дохід якого залежав від туристів та відпочивальників зі всієї України та найближнього зарубіжжя.

## Музеї та пам'ятки
- Музей[19].
- Пам'ятник на честь 200-річчя Кирилівки на центральній площі. Зображує жінку з смолоскипом, що виходить із хвиль. Відкритий у травні 2005 року. У серпні 2021 року на честь 30-річчя Незалежності України застарілий пам'ятник ліквідовано та замінено на скульптурну композицію «Стихія води»[20]
- Пам'ятник рибалкам на Приморському бульварі.
- Парк санаторію «Кирилівка». Заснований на початку XX століття. Збереглися кілька гектарів різних рідкісних зелених насаджень.
- Пам'ятник землякам, загиблим у Другій світовій війні (на центральній площі смт).
- Пам'ятник на братській могилі солдатів-визволителів на центральній площі села Кирилівка у 1943 році.
- Скульптури «Дівчина з веслом» і «Дівчина, яка грає в теніс» у парку санаторію. Типові гіпсові скульптури радянського часу, встановленні у 1950-х роках.
- Маяк з підсвічуванням з'явився на місці стели з назвою «Кирилівка» біля автовокзалу у травні 2021 року. Вважається орієнтиром для туристів, пішоходів та водіїв[21].

## Галерея

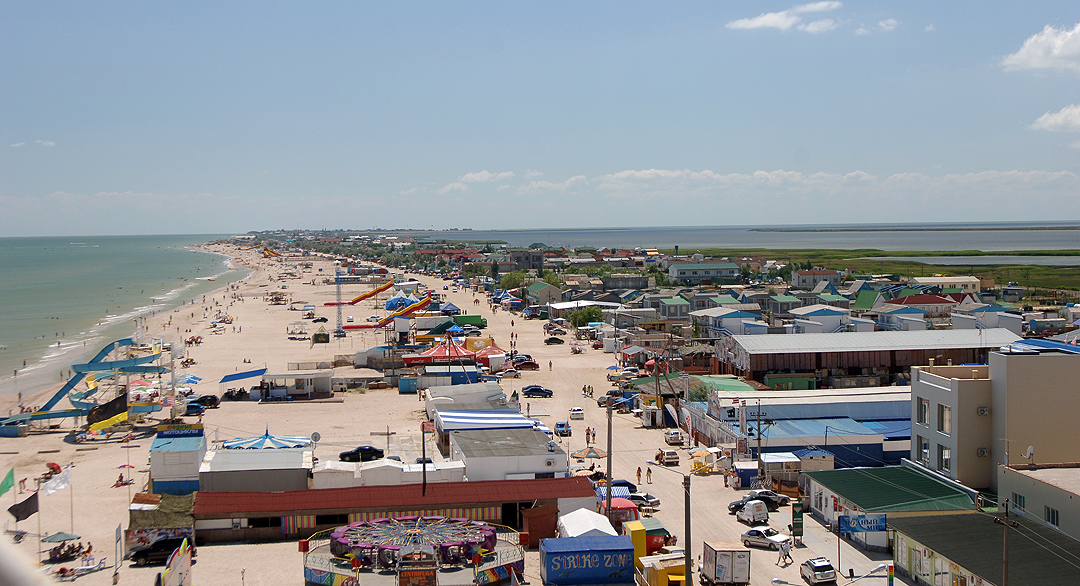
Федотова коса біля селища
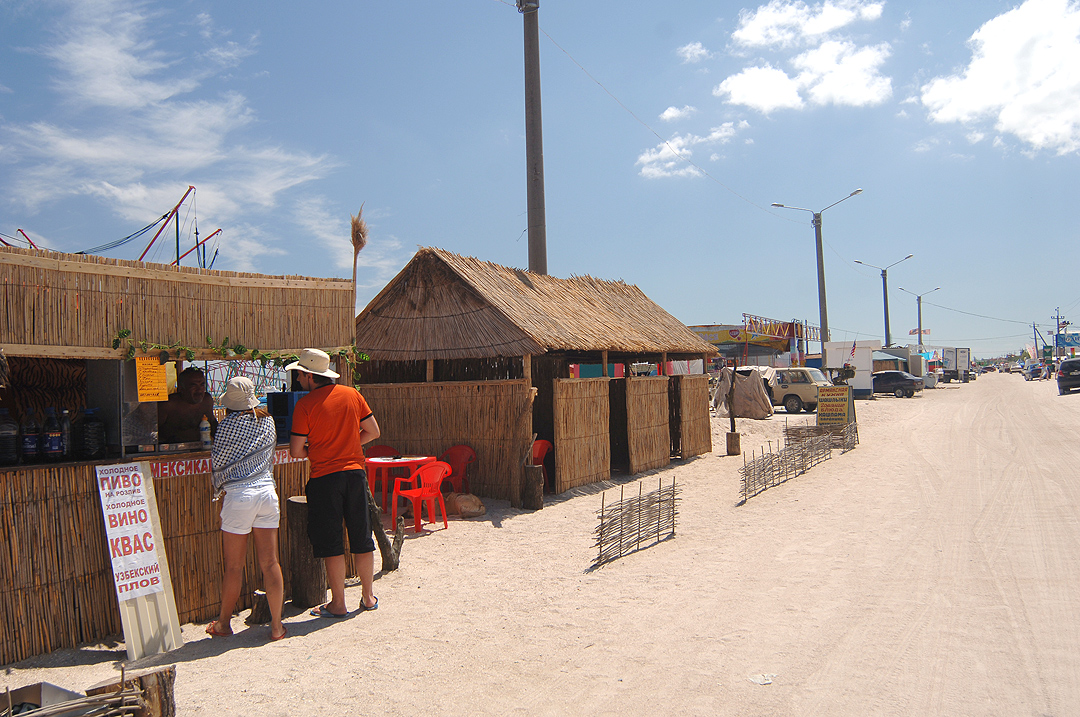
Ятки
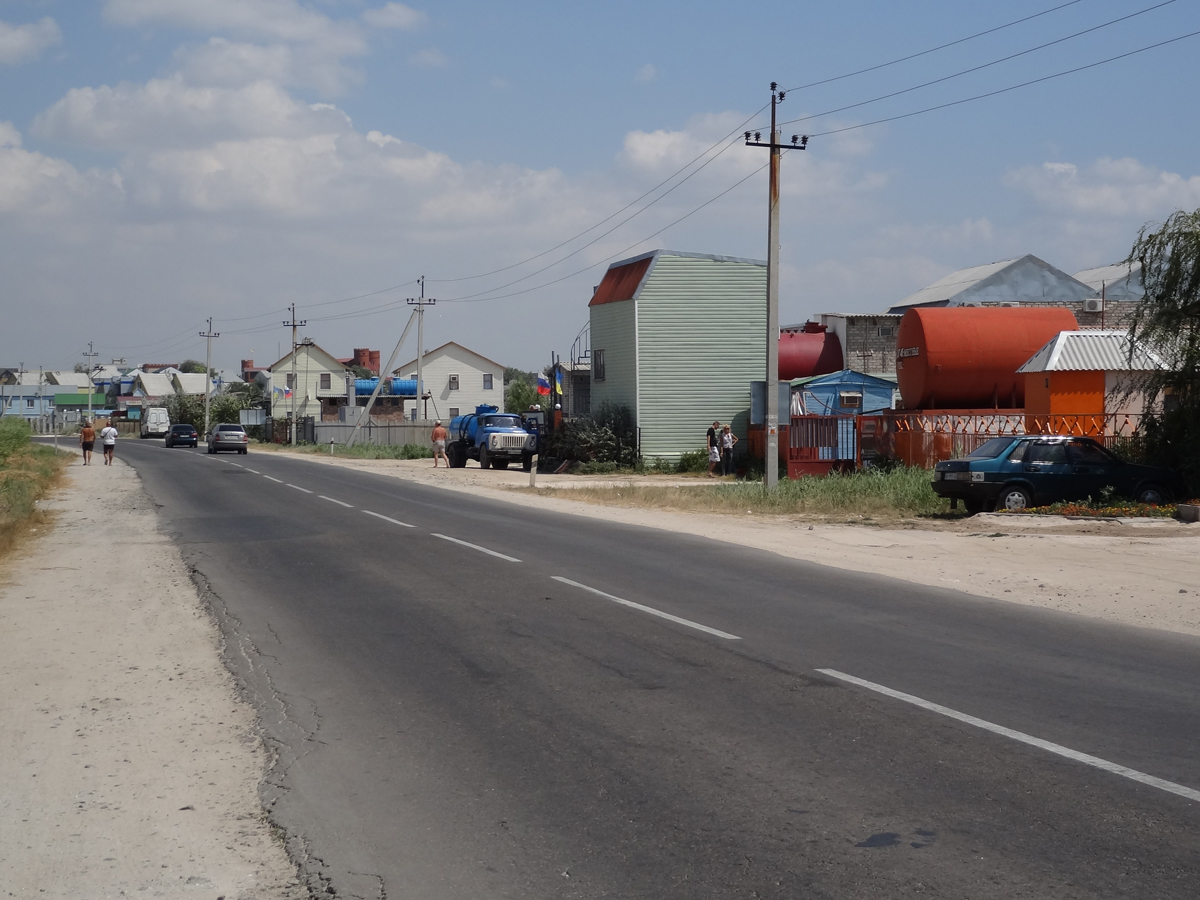
Бази відпочинку
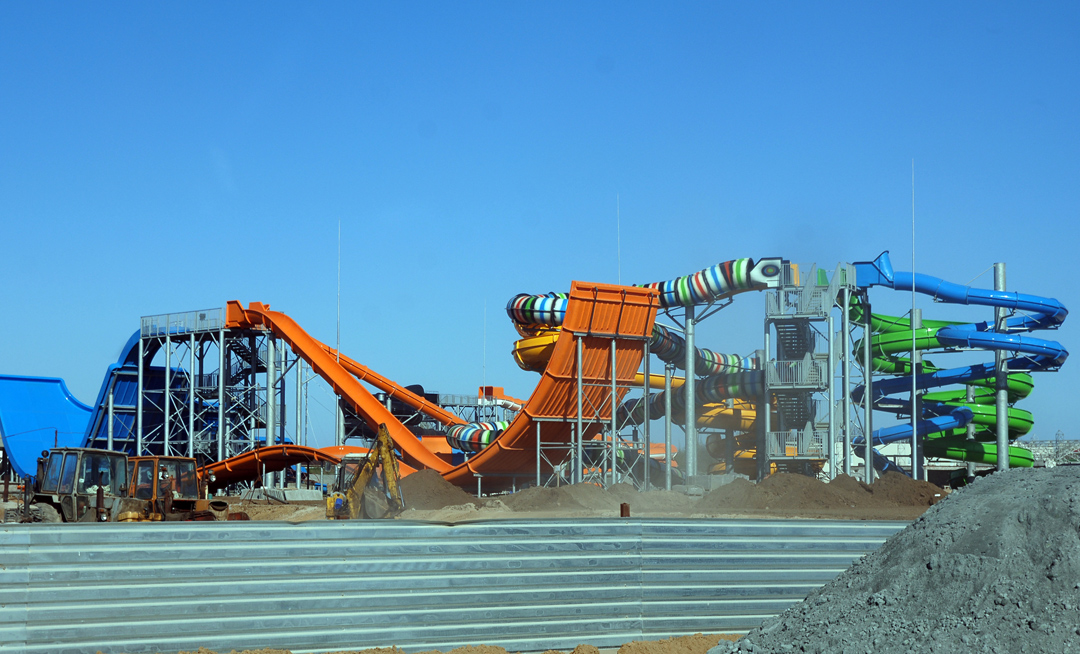
Будівництво аквапарку (2010)
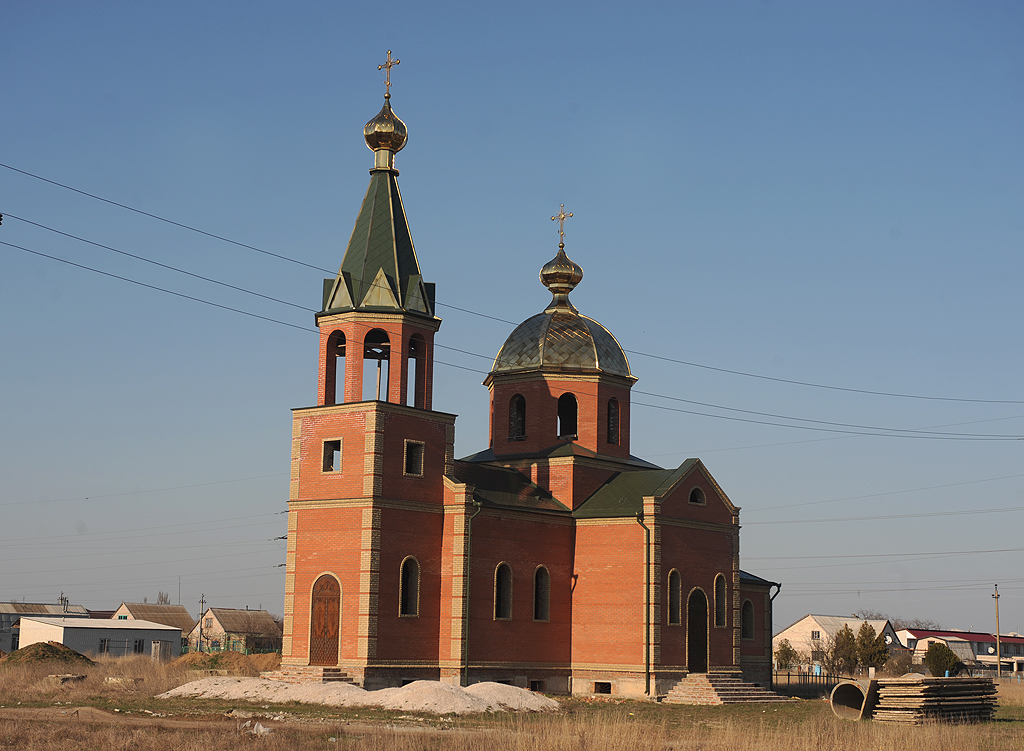
Будівництво храму
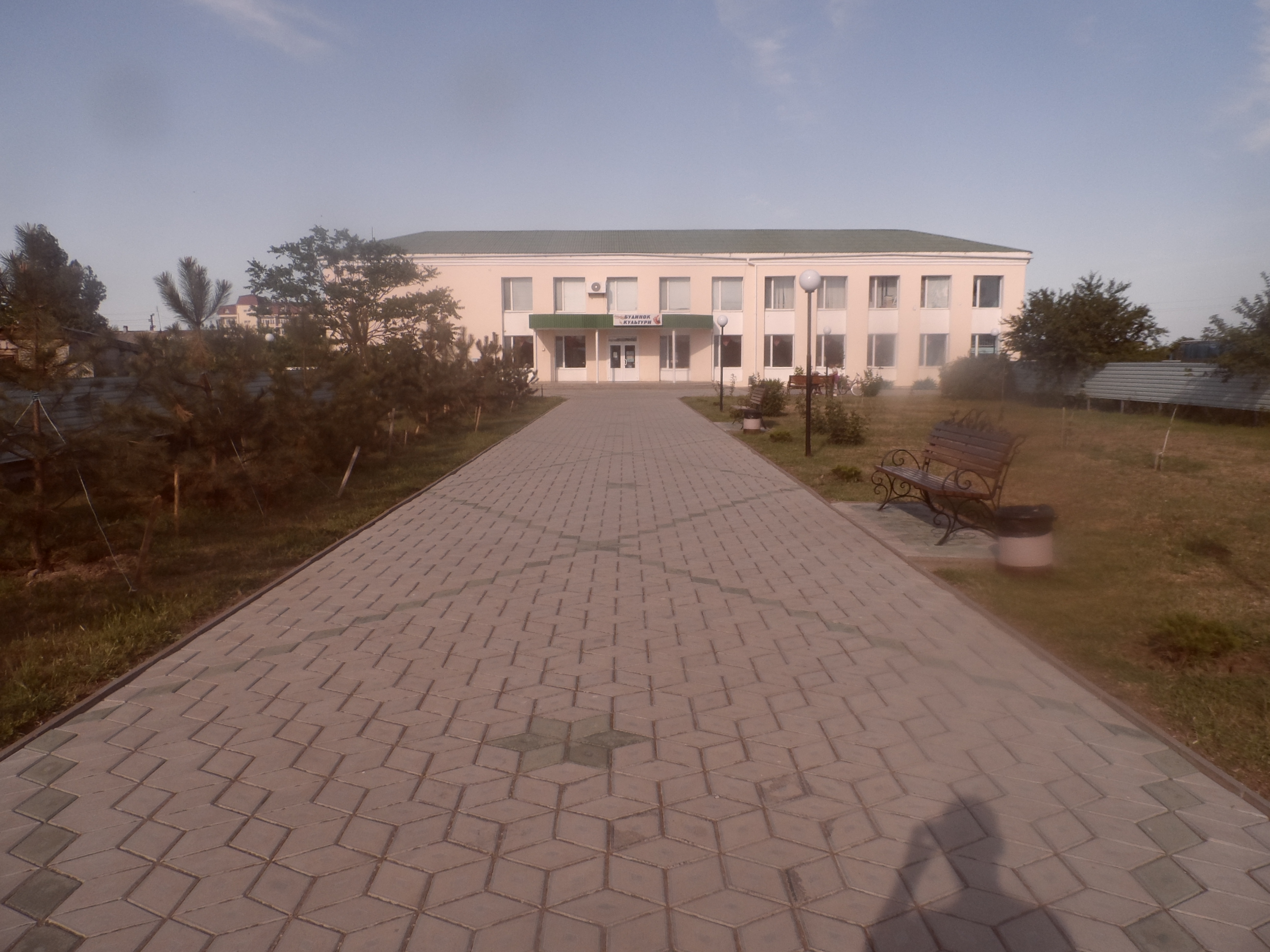
Будинок культури (2018)